# Honorat Goehl

Persönliches Wappen von Honorat Goehl; heute das Gemeindewappen der Gemeinde Wolfertschwenden

Honorat Goehl OSB auch Honoratus Goehl und Honorat Göhl (Taufname Johannes Kaspar Goehl) (* 6. Januar 1733 in Immenstadt im Allgäu; † 17. Juli 1802 im Kloster Ottobeuren) war ein deutscher römisch-katholischer Priester.

## Leben

### Herkunft und Werdegang
Honorat Goehl war der Sohn des Gastwirts Anton Goehl, der den Gasthof Zum Weißen Kreuz in Immenstadt betrieb, und dessen Ehefrau Balbina (geb. Hippin) aus Holzleuten in der Pfarrei Rückholz; er hatte noch drei Geschwister.
Er besuchte die örtliche Volksschule und kam aufgrund seiner Begabung und Frömmigkeit in die Klosterschule (heute Rupert-Ness-Gymnasium) des Reichsstifts Ottobeuren. Noch als Schüler nahm er als Ministrant an der letzten Vesper der alten Klosterkirche teil; beim Verlassen der Kirche stürzte das obere Kirchengewölbe ein, hierbei starben zwei Maurer. Honorat Goehl gehörte zu den drei Chorknaben, die sich rechtzeitig in Sicherheit bringen konnten.
Später kam er an das Fürstbischöfliche Lyceum nach Freising und schloss 1750 seine Vorstudien ab.
Am 12. November trat er in das Benediktinerkloster Ottobeuren ein und begann sein Noviziat im Stift. Er legte am 13. November 1751 sein Ordensgelübde gegenüber dem Abt Anselm Erb ab und wählte den Ordensnamen Honoratus. Nach einem Theologiestudium in Ottobeuren und Salzburg wurde er am 17. April 1757 zum Priester geweiht.
Er wurde, nach der Priesterweihe, Lehrer für Latein und Griechisch des Stiftsgymnasiums, und unterrichtete in den Oberklassen Philosophie.
Abt Anselm Erb betraute ihn bereits kurz darauf mit dem Amt des Novizenmeisters und ernannte ihn später zum Director Clericorum, der die jungen Mönche betreute, die sich auf das Priestertum vorbereiteten; gleichzeitig wurde er Professor der Theologie an der eigenen Ordenshochschule des Stifts.
Zu seinen Schülern gehörte unter anderem Basilius Sinner (1745–1827), der an der Disputatio finalis ex universa Logica, Metaphysica, Physica, Ethica, et quibusdam speciebus Matheseos beteiligt war, die 1762 durch Honorat Goehl 1762 bei Johann Balthasar Wanckenmiller in Ottobeuren veröffentlicht wurde.
Als Seelsorger war er einige Zeit an der Pfarrkirche St. Johannes (siehe Johanniterkirche (Feldkirch)) in Feldkirch im Vorarlberg tätig.

### Wirken als Abt
Am 13. Mai 1767 erfolgte, unter der Leitung von Joseph Maria von Langenmantel (1753–1790) von der Abtei St. Ulrich und Afra in Augsburg und Ämilian II. Mock (1712–1784) vom Kloster Irsee, im dritten Wahlgang seine Wahl zum Abt von Ottobrunn; er war Nachfolger von Anselm Erb. Er wurde am 16. Mai 1767 durch den Weihbischof von Augsburg, Freiherr Franz Xaver Adelmann von Adelmannsfelden, als 54. Abt geweiht; er war somit Grund-, Lehns- und Gerichtsherr eines Gebiets, das damals 25 Gemeinden mit 10.000 Einwohnern umfasste.
Seine vordringlichste Aufgabe sah er unter anderem in der Verbesserung des Unterrichts- und Erziehungswesens und der Förderung der wissenschaftlichen Ausbildung seiner Mönche.
1769 beauftragte er den Immenstädter Uhrmacher Franz Xaver Liebherr (1725–1802) mit der Erstellung des Uhrwerks der großen Kirchenuhr an den beiden Türmen der Basilika St. Alexander und Theodor im Stift. 1772 folgte ein weiterer Auftrag zum Bau einer Konventuhr, an die im weit verzweigten Klostergebäude neun Ziffernblätter angeschlossen waren; 1773 ließ er Franz Josef Mahler zum Hofuhrmacher berufen.
1773 ließ er für den Unterhalt der öffentlichen Gebäude in seinem Territorium zwei neue Ziegelhütten, eine in Hawangen und eine weitere beim Schloss Stein in Ronsberg, errichten. Für 30.000 Gulden wurden in den Jahren 1774 und 1775 alle Straßen ausgebaut, die nach Memmingen, über Guggenberg nach Kaufbeuren, das Günztal aufwärts, über Kuttern in Richtung Kempten, über Wolfertschwenden nach Dietmannsried führten, sowie die Salzstraße über Kammlach und Erkheim.
Von 1775 bis 1777 war er als Assistent im Präsidium der Benediktineruniversität Salzburg vertreten.
Er beauftragte den 1771 in das Benediktinerstift Ottobeuren eingetretenen Ulrich Schiegg, der 1784 den ersten Heißluftballon in Deutschland aufsteigen ließ, 1775 mit der Lehrtätigkeit der philosophischen Fächer und der Naturwissenschaften im Stift. 1775 wurden auch unter Leitung von Ulrich Schiegg und mehrerer angestellter Geometer das Land vermessen und geografische Karten angefertigt, wonach Grundbücher angelegt werden konnten; dies war die Voraussetzung zu einer Flurbereinigung.
Aufgrund einer versäumten Zahlung an sein Kloster, trennte er sein Kloster 1779 von der Bayerischen Benediktinerkongregation, das der Kongregation bis dahin angehört hatte.
1783 erließ er die Ottobeurische Mühlordnung, in der er die Erhaltung eines guten technischen Zustands der Mühle, Hygienebestimmungen, Qualitätssicherung, Einhaltung der Handwerksordnung und die Frage der Gleichbehandlung der „Mahlgäste“, egal ob reich oder arm, egal ob Ottobeurer oder „Ausländer“ (also beispielsweise Markt Rettenbacher, Laubener, Lachener oder Memmingerberger) regelte. Im selben Jahr führte er neue Rechtsvorschriften für die Ottobeurener Einwohner ein, in denen verzeichnet war, mit welchen Strafen zu rechnen war.
Im Herbst 1785 ernannte er Maurus Feyerabend zum Präfekten des Gymnasiums und Professor der Rhetorik und Poesie.
Nachdem im benachbarten Stift Kempten Fürstabt Honorius Roth von Schreckenstein verstorben war, leitete Honorat Goehl am 27. Dezember 1785 die kanonische Wahl, in der Freiherr Rupert von Neuenstein als Nachfolger gewählt wurde.
Er führte 1785 auch den vierstimmigen Kirchengesang für den Ottobeurer Mönchschor in der Stiftskirche ein, der bis dahin im Gregorianischen Choral einstimmig gesungen hatte; hierbei wurde er durch den Komponisten geistlicher Werke Franz Xaver Schnizer, dessen Lehrer Benedikt Kraus war, unterstützt.
Die Gemäldesammlung, die von seinen Vorgängern begonnen worden war, konnte Honorat Goehl auf über tausend Kunstwerke von europäischer Bedeutung ausbauen. Er ließ auch die Kirche in Feldkirch, an der er vormals als Seelsorger tätig gewesen war, durch Johann Jakob Zeiller ausmalen, der auch gemeinsam mit seinem Verwandten Franz Anton Zeiller die Wölbungsfresken in der Klosterkirche ausführte.
Er legte viel Wert auf die Modernisierung in der Landwirtschaft und führte 1783, als einer der ersten in Schwaben, den Anbau von Klee als Futterpflanze, ein. 1792 verteilte er die ersten Saatkartoffeln und bezog aus Mailand Samen zum Anbau verschiedener Flachssorten. Einige Steinmühlen ließ er zur Gewinnung von Kunstdünger bauen, und, beraten von Ulrich Schiegg, ließ er die alten Feuerungsanlagen in den verschiedenen Betrieben durch eiserne Herde mit geschlossenem Feuer ersetzen; Werkstätten und Küchen wurden mit eisernen Kesseln und Geschirr ausgestattet und die Braustätte erhielt die erste Kupferausstattung.
Er gab 1787 die Reichs Gottshaus Ottobeurische Jagd- Forst- und Holzordnung heraus, die jegliche Holznutzung reglementierte und Hinweise zur Jagd gab.
1792 begann er mit verschiedenen forstwirtschaftlichen Maßnahmen, denn die jahrzehntelangen Bauten seiner beiden Vorgänger hatten den umfangreichen Waldbestand stark verringert. Er ließ wieder aufforsten und die Lücken füllen. Samen verschiedener Holzarten wurden gekauft und es wurde eine Baumschule angelegt und ein eigener „Baumgärtner“ zur Pflege und Aufsicht bestimmt. Bereits nach einigen Jahren konnten Tausende junger Bäume in den Waldungen des Territoriums gepflanzt werden: Eschen, Eichen, Buchen, Lärchen, Akazien und einige andere Holzarten.
In der Pferdezucht erwiesen sich später die Maultiere, die er anschaffte, von großem Nutzen.
Am 30. September 1794 erwarb er für 25.000 Gulden die Dörfer Ober- und Unteregg.
In seiner Amtszeit ließ er zu den bestehenden Klassen des Gymnasiums noch zwei philosophische einrichten und errichtete zum bisherigen Internat ein zweites. Hierdurch stieg die Anzahl der Schüler von fünfzig Schülern im Jahr 1789 auf über zweihundert; hierbei handelte es sich nicht nur um bürgerliche, sondern auch um adelige Schüler, die unter anderem nicht nur aus Schwaben, sondern auch aus Bayern, aus der Pfalz, aus Tirol, der Schweiz sowie aus Frankreich und Italien kamen. Zu den Schülern gehörten unter anderem Franz Xaver Gabelsberger aus München, dem späteren Erfinder der Kurzschrift. An der Schule erteilten zwölf Mönche Unterricht, die von angestellten, weltlichen Hilfskräften unterstützt wurden. Darüber hinaus erteilten sechs Lehrer Unterricht in der Musik, zwei auf dem Klavier, zwei auf der Geige und zwei im Gesang.
Aufgrund der politischen Entwicklung in Frankreich kamen viele Flüchtlinge aus den Klöstern Frankreichs und der Schweiz nach Ottobeuren, darunter die Reichsprälaten Siard Frick aus dem Kloster Schussenried und Romuald Weltin aus dem Kloster Ochsenhausen und der apostolische Nuntius von Luzern.
Als französische Truppen näher heranrückten, entschloss er sich am 10. Mai 1800, in Begleitung des Paters Sebastian Sidler und des Ordensbruders Barnabas Huber zur Flucht über Marktoberdorf nach Tirol und kehrte erst nach drei Monaten am 10. August 1800 zurück.
Nach seinem Tod wurde er in der Stiftskirche beigesetzt; auf eigenen Wunsch war die Grabplatte nur mit vier Buchstaben beschriftet: H.I.H. P. (Hic jacet Honoratus peccator – Hier liegt der Sünder Honoratus); zu seinem Nachfolger wurde am 23. Juli Paulus Alt (1760–1807) gewählt.

## Schriften (Auswahl)
- Disputatio finalis ex universa Logica, Metaphysica, Physica, Ethica, et quibusdam speciebus Matheseos. Ottobeuren: Johann Balthasar Wanckenmiller, 1762.
- Auszüge englischer und heiliger Gedanken über die Geheimnisse, Wahrheiten und Schuldigkeiten des Christentums – aus den Hl. Vätern Benedikt, Bernhard, Thomas von Aquin, Ignatius von Loyola etc. Ottobeuren und Immenstadt, 1765.
- Concordantia meditationum S. Anselmi Archiep. Cantuar. cum exercitiis genuinis S. Ignatii Loyol. Augsburg, 1766 (Digitalisat).
- Gut katholisches Gebetbuch für das Volk. Ottobeuren, 1768.
- Allocutio ante Electionem Reverendissimi Domini Magistri & Praelati Memmingani. 1781 (Digitalisat).
- Weihnachtsgedanken oder heilige Liebes-Anmuthungen zu dem liebreichsten Kind Jesus in der Krippe. Ottobeuren, 1782.
- Reichs Gottshaus Ottobeurische Jagd- Forst- und Holzordnung. Ottobeuren, 1787.
- Gründlicher Bericht von der löblichen Erzbruderschaft des heil. Rosenkranzes, auf was sich die wahren, eifrigen Mitglieder derselben zu vertrösten, und was sie zu beobachten haben. Augsburg, 1789 (Digitalisat).
- Canticum canticorum. Ottobeuren, 1799.